# 宫川英男
宫川英男（1918年—1945年6月9日），原名宫川启吉，是一名日本士兵，参与侵华战争时被八路军俘虏，并投诚八路军。他此后一直为八路军进行反战宣传工作，劝说日本士兵投降，因此遭到缉拿，最终在日军搜捕时举枪自杀。宫川获列入中华人民共和国民政部公布的第一批著名抗日英烈和英雄群体名录，为该份名录内唯一一名日本籍人士。

## 生平
宫川英男原名宫川启吉，1918年出生于大日本帝國山梨县東八代郡御坂町（現笛吹市）的一户贫困家庭，在六兄弟姐妹当中排行最小，读完小学就辍学打工。随着第二次世界大战爆发，他在1939年应征入伍，同年赴华参战，隶属日本陆军第32师团。1941年7月29日，宫川所属的连队受到抗日游击队八路军（国民革命军第十八集团军）伏击，他和另一名日军兵员随即被俘。不过为了稳住军心，日本政府发布宫川的死亡通知书，对外宣布他在被俘当天身亡。
宫川被俘后受八路军拘押，他起初坚决拒绝认罪，几度企图自杀，高声叫喊着“我死了死了的”。有几个八路军兵员语带蔑视地谈论日本天皇，宫川听见后便马上狂躁起来。其后，宫川被送到河北邯郸市邱县的华北日本士兵觉醒联盟（日本人主办的反侵华战争机构）支部。觉醒联盟成员秋山良照与宫川是同乡，又曾经在同一个单位当兵，他负责对宫川进行教育，最终成功感化他放弃侵华思想。
被秋山劝服后，宫川自愿加入八路军和日本共产党，当选冀鲁豫边区参议员，并供职于日本人反战组织。为了保护家人安全，他改名为宫川英男。他在1942年5月被派遣到冀鲁豫军区第三分区丁宁处，1943年被调到山东济南市长清县（今长清区）的津浦铁路对日军工作队。宫川在八路军的职责主要是对侵华日军官兵进行反战宣传，工作颇有成效。一方面，他编写和印制《士兵之友》、《士兵的呼声》等反战宣传物品，有时会利用日军内部矛盾，写上要求军官善待士兵的口号、抨击日军军中欺凌现象，有时则会趁着日本节日的时候用“家里老少盼望你回去”、“请千万保重身体”等语句来制造厌战情绪。他还向日军内部投送慰问袋，为日本士兵送上慰问信、食物、日用品、扑克牌，加剧反战情感。另一方面，他晚上会在八路军官兵的掩护下来到日军据点喊话，借助日本人身份来提升说服力，高喊“侵华战争并非正义”，呼吁士兵弃械回家探亲，从而瓦解日军军心。除了反战宣传外，宫川也曾经教导八路军同袍使用机枪，并对一名调戏妇女的反战日本人予以批评教育。当时，八路军为投诚日本士兵提供优于一般战士的伙食，但宫川推辞不受。
宫川屡次打击日军士气，更成功用反战宣传物品吸引一名日军伍长投诚，因此引起日军恐慌，被列为重点缉拿对象，有指擒拿宫川者可获悬赏一架飞机。日本方面曾多次使计捉拿宫川，均失败告终。1945年6月9日，宫川一行人来到长清县万德镇官庄村一带休整，这时日军宪兵包围官庄村，进村四处搜查，宫川一行人突围失败。其后，宫川得到当地妇女掩护，躲进秸秆垛，但他担心被日军发现和俘虏，于是自己冲出来，开枪击毙两名日本士兵，再举枪自尽，终年27岁。

## 安葬和纪念
宫川自尽后，日军带着其尸首回到万德镇据点，埋于万德站。宫川生前同袍对战友身亡感到十分悲痛，军区领导亦指示要取回遗体并妥善下葬。津浦铁路对日军工作队使计探知遗体存放处，制定运走遗体的行动方案。6月21日深夜，工作队冒雨行动，成功突破日军守卫，徒手把宫川遗体挖出，运回己方据点。队员用白布包裹宫川遗体，以柏木棺材装殓，下葬于长清县孙家土村一带的田野。工作队为宫川举行安葬仪式，而冀鲁豫边区亦举行追悼会。中华人民共和国成立后，宫川的遗体由长清县人民政府迁葬至大峰山革命烈士公墓，其后又在1980年迁葬至长清石麟山烈士陵园。
2009年4月，宫川生前战友李洛夫的后人把他的墓土运到日本，撒在他的故乡山梨县一带，以作纪念。2014年，宫川获列入中华人民共和国民政部公布的第一批著名抗日英烈和英雄群体名录，为该份名录内唯一一名日本籍人士。